# Granholmen, Kronoby
Granholmen är en ö i Finland. Den ligger i sjön Emassjön och i kommunen Kronoby i den ekonomiska regionen  Jakobstadsregionen  och landskapet Österbotten, i den centrala delen av landet, 400 km norr om huvudstaden Helsingfors. Öns area är 1 hektar och dess största längd är 180 meter i sydöst-nordvästlig riktning.